# Donkey Kong Barrel Blast
Donkey Kong Barrel Blast (ドンキーコング たるジェットレース Donkī Kongu: Taru Jetto Rēsu?), conocido en Europa y Australia como Donkey Kong Jet Race, es un videojuego de carreras desarrollado por Paon y publicado por Nintendo para Wii. El juego está protagonizado por Donkey Kong y compañía, tanto aliados como enemigos, quienes competirán en diversas carreras utilizando barrilles con cohetes alimentados por los bongos.
El título estaba originalmente previsto para Nintendo GameCube para ser jugado exclusivamente con el DK Bongos. Cuando el juego se trasladó a Wii, los DK Bongos fueron sustituidos por el Wii Remote y Nunchuk, teniendo el jugador que agitar los controladores en lugar de golpear los bongos. El juego incorpora Miis.

## Mecánica de juego
El jugador podrá manejar al personaje escogido haciendo uso del Wii Remote y el Nunchuk, sustituyendo a los DK Bongos que inicialmente iban a ser usados. Para acelerar el jugador tendrá que agitar simultáneamente Wii Remote y Nunchuk, levantarlos para saltar y usar el sensor de movimiento para golpear a los rivales y obstáculos y usar ítems, mientras que el personaje se guiará por el recorrido de las pistas, curvas incluidas, de forma automática. 

## Jungle Grand Prix
El modo principal de juego es un Grand Prix como en la serie Mario Kart, pero en algunas copas hay más o menos circuitos de la cantidad habitual. También, al igual que Mario Kart Arcade GP, más de una pista se llevará a cabo en una zona determinada. Tres son del curso Jungla DK, tres son del curso Orillas del mar y tres son del monte. En el curso Dinamita, dos son del Desierto, dos son de los cursos nevados, y dos son del curso Templo del Cielo. Únicamente es una pista en un curso por sí mismo, que es en el espacio ultraterrestre.

## Otros modos
- Una pista: Los jugadores pueden elegir una pista para jugar.
- Tiempo de prueba: Al igual que la serie de Mario Kart y Diddy Kong Racing, los jugadores pueden elegir esta carrera en una sola pista para el mejor tiempo, y guardar los datos del fantasma.
- Libre Ejecute: No hay ningún objetivo en el libre plazo. Es justo para los jugadores para obtener un poco más del juego.
- La escuela de vuelo de Cranky: La parte informativa del juego en donde Cranky da 8 lecciones sobre la manera de jugar el juego, de la aceleración, la utilización de elementos y Wild Move.
- Los retos de Candy: En este modo, Candy Kong da a cabo 4 grupos de 8 retos (una similitud con otros juegos como Mario Kart DS, Mario Strikers Charged, y Super Smash Bros. Melee. Estos retos va desde la recogida de una cantidad determinada de plátanos, para ganar una carrera, para completar una carrera contra el reloj. Completar todos los desafíos y desbloquear un premio especial.
- Documentos: Aquí es donde los jugadores pueden ver los registros y los cursos.

## Personajes jugables

### Los Kongs
- Donkey Kong
- Diddy Kong
- Dixie Kong
- Lanky Kong (secreto)
- Tiny Kong (secreto)
- Funky Kong (secreto)
- Wrinkly Kong (secreto)
- Cranky Kong (secreto)
- Ultra Barrel Donkey Kong (secreto, jugarás con el si seleccionas a Donkey Kong y luego presionas los botones "A" y "Z". Esto al completar los desafíos de Candy).

### Los Kremlings
- Kritter

- Kip (nuevo personaje)

- Kass (nuevo personaje)

- Kopter (secreto)

- Kalypso (nuevo personaje) (secreto)

- kludge (nuevo personaje) (secreto)
- Klump (secreto)
- King K.Rool (secreto)

## Vínculos
La canción de fondo en el circuito DK Jungle aparece como tema musical en Super Smash Bros. Brawl en el escenario Rumble Falls. El tema fue renombrado "DK Jungle 1 Theme 
(Barrel Blast)".